# 比蒂斯海灘 (印地安納州)
比蒂斯海灘（英語：Beatys Beach）是位於美國印地安納州拉格蘭奇縣的一個非建制地區。該地的面積和人口皆未知。